# Papi della Chiesa ortodossa copta

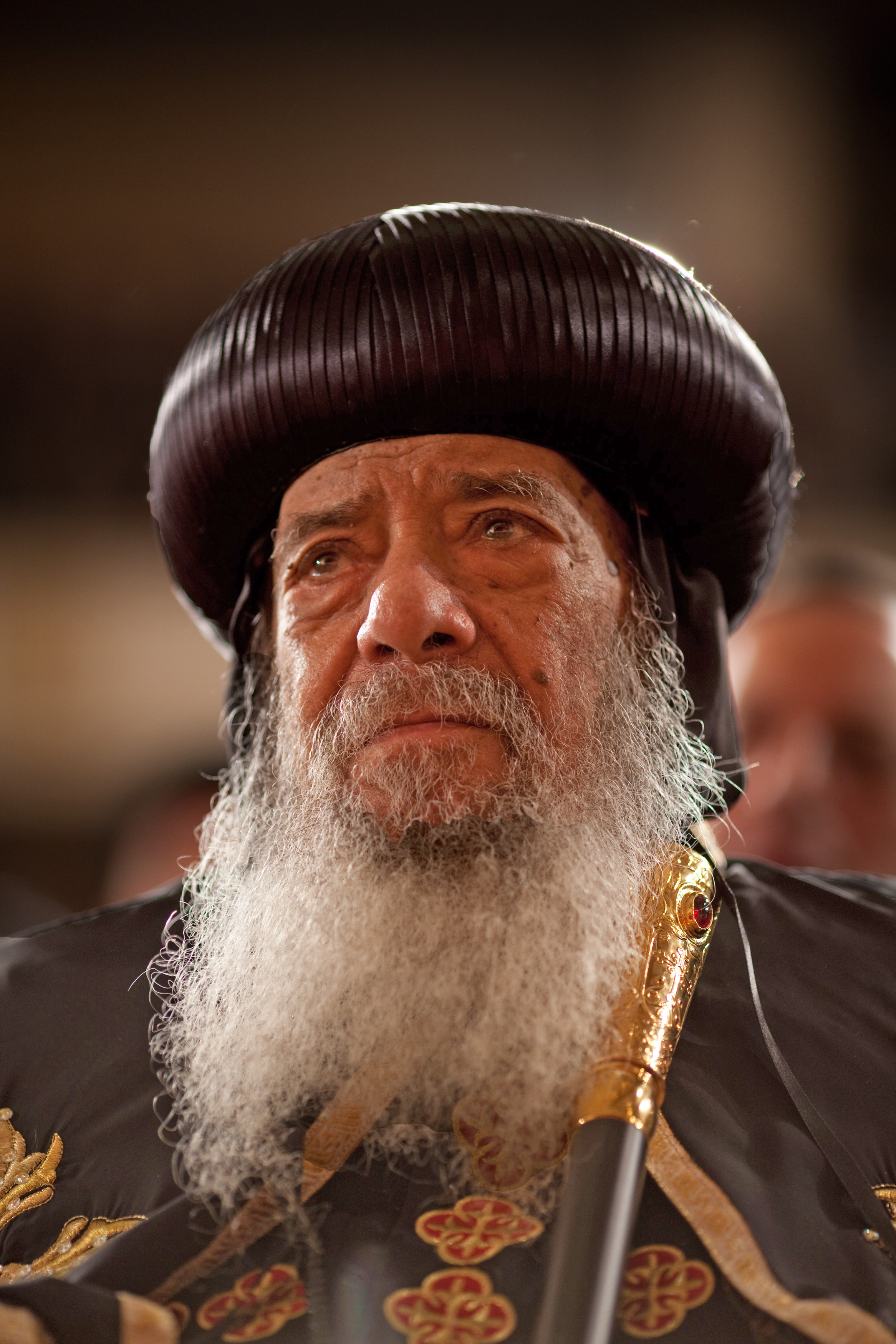
Shenuda III (1971-2012)

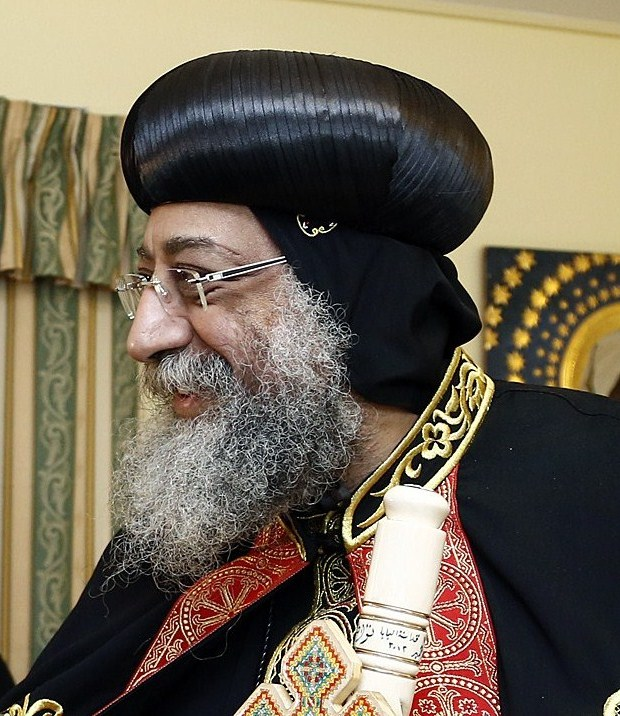
Teodoro II (dal 2012)

Questo elenco dei papi della Chiesa ortodossa copta raccoglie ordinatamente tutti i nomi dei papi che hanno guidato la Chiesa ortodossa copta a partire dal concilio di Calcedonia (451), e che sono considerati dai copti come legittimi titolari del Patriarcato di Alessandria.
Per l'elenco dei loro predecessori, vedi invece Patriarchi di Alessandria.
Qui l'elenco:
1. Dioscoro I (444–457)
2. Timoteo II (457–477)
3. Pietro III (477–489)
4. Atanasio II (489–496)
5. Giovanni I (496–505)
6. Giovanni II (505–516)
7. Dioscoro II (516–517)
8. Timoteo III (517–535)
9. Teodosio I (535–566)
10. Pietro IV (567–576)
11. Damiano (576–605)
12. Anastasio (605–616)
13. Andronico (616–623)
14. Beniamino (623-662)
15. Agato (662–680)
16. Giovanni III (680–686)
17. Isacco (690–692)
18. Simeone I (692–700)
sede vacante (700–704)
19. Alessandro II (704–729)
20. Cosma I (729–730)
21. Teodoro I (730–742)
22. Michele I (743–767)
23. Mina I (767–776)
24. Giovanni IV (776–799)
25. Marco II (799–819)
26. Giacobbe (819–830)
27. Simeone II (830)
28. Giuseppe I (831–849)
29. Michele II (849–851)
30. Cosma II (851–858)
31. Senuzio I (859–880)
32. Michele III (880–907)
33. Gabriele I (910–921)
34. Cosma III (921–933)
35. Macario I (933–953)
36. Teofilo II (953–956)
37. Menna II (956–974)
38. Abramo (975–978)
39. Filoteo (979–1003)
40. Zaccaria (1004–1032)
41. Senuzio II (1032–1046)
42. Cristodulo (1047–1077)
43. Cirillo II (1078–1092)
44. Michele IV (1092–1102)
45. Macario II (1102–1131)
46. Gabriele II (1131–1145)
47. Michele V (1145–1146)
48. Giovanni V (1146–1166)
49. Marco III (1166–1189)
50. Giovanni VI (1189–1216)
51. Cirillo III (1235–1243)
52. Atanasio III (1250–1261)
53. Giovanni VII (1261–1268)
54. Gabriele III (1268–1271)
Giovanni VII (reinsediato) (1271–1293)
55. Teodosio III (1293–1300)
56. Giovanni VIII (1300–1320)
57. Giovanni IX (1320–1327)
58. Beniamino II (1327–1339)
59. Pietro V (1340–1348)
60. Marco IV (1348–1363)
61. Giovanni X (1363–1369)
62. Gabriele IV (1370–1378)
63. Matteo I (1378–1408)
64. Gabriele V (1408–1427)
65. Giovanni XI (1428–1453)
66. Matteo II (1453–1466)
67. Gabriele VI (1466–1474)
68. Michele VI (1475–1478)
69. Giovanni XII (1480–1483)
70. Giovanni XIII (1483–1524)
71. Gabriele VII (1525–1570)
72. Giovanni XIV (1571–1586)
73. Gabriele VIII (1587–1603)
74. Marco V (1603–1619)
75. Giovanni XV (1619–1629)
76. Matteo III (1631–1646)
77. Marco VI (1646–1656)
78. Matteo IV (1656–1676)
79. Giovanni XVI (1676–1718)
80. Pietro VI (1718–1726)
81. Giovanni XVII (1727–1745)
82. Marco VII (1745–1770)
83. Giovanni XVIII (1770–1797)
84. Marco VIII (1797–1810)
85. Pietro VII (1810–1852)
86. Cirillo IV (1854–1861)
87. Demetrio II (1862–1870)
88. Cirillo V (1874–1928)
89. Giovanni XIX (1929–1942)
90. Macario III (1942–1944)
91. Giuseppe II (1946–1956)
sede vacante (1956–1959)
92. Cirillo VI (1959–1971)
93. Shenuda III (1971-2012)
94. Tawadros II (2012-in carica)